# Acropora prostrata
Acropora prostrata е вид корал от семейство Acroporidae.

## Разпространение
Този вид е разпространен в Австралия, Американска Самоа, Виетнам, Индонезия, Камбоджа, Кирибати, Малайзия, Малки далечни острови на САЩ, Ниуе, Острови Кук, Папуа Нова Гвинея, Провинции в КНР, Самоа, Сингапур, Соломонови острови, Тайван, Тайланд, Токелау, Тонга, Тувалу, Уолис и Футуна, Фиджи и Филипини.